# Пакистан на летних Олимпийских играх 1976
Пакистан принимал участие в Летних Олимпийских играх 1976 года в Монреале (Канада) в восьмой раз за свою историю, и завоевал одну бронзовую медаль.

## Бронза
- Хоккей на траве, мужчины.